# 24 de setembro na Igreja Ortodoxa

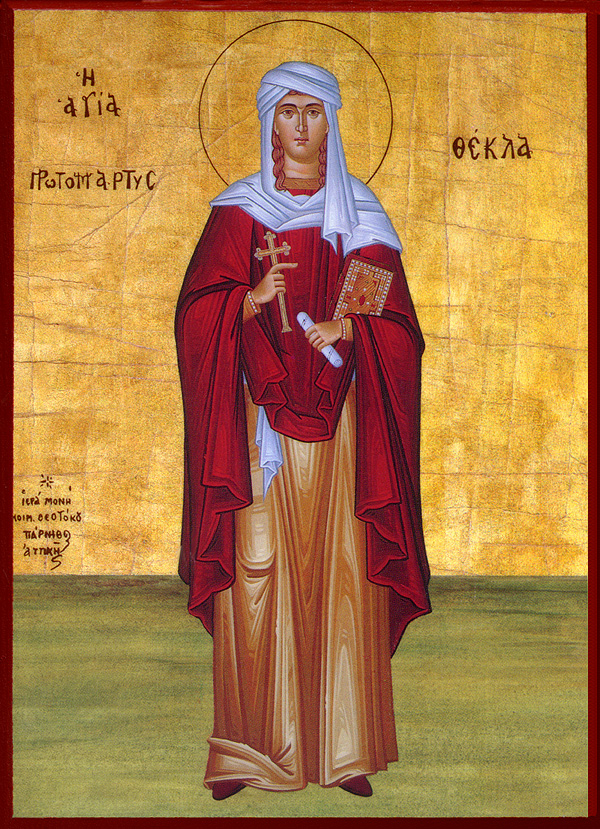
Ícone grego de Santa Tecla.

Esta página trata das comemorações relativas ao dia 24 de setembro no ano litúrgico ortodoxo.
Todas as comemorações fixas abaixo são comemoradas no dia 7 de outubro pelas igrejas ortodoxas sob o Velho Calendário. No dia 24 de setembro do calendário civil, as igrejas sob o Velho Calendário celebram as comemorações listadas no dia 11 de setembro.

## Santos
- Protomártir e Igual aos Apóstolos Tecla de Icônio (século I)[1][2][3][4][5]
- Santa Persa (Pérsida).[6][7]
- Santos Andóquio, Tirso e Félix, mártires na Gália (século II)[8][9]
- Santo Anatalão (Anatólio), primeiro Bispo de Milão (século II ou III)[8]
- São Rústico, Bispo de Clermont (446)[8]
- Venerável Cóprio da Palestina, monge (530)[2][4][10][11]
- São Geremaro (Germer), fundador da Abadia de Saint-Germer-de-Fly (c. 658)[8]
- Santos Cunialdo e Gislar (Chuniald e Gislar), nascidos na Irlanda, evangelizadores do sul da Alemanha e Áustria com São Ruperto de Salzburgo (século VII)[8]
- São Gerardo Sagredo, Bispo de Csanád, Protomártir e Apóstolo da Hungria (1046)[8][9]
- Santo Isarno da Marselha, Abade (1048)[2][8][12]
- Santo Abrâmio, primeiro abade do Mosteiro de Mirozh, em Pskov (1158)[2][12][13][14]
- Santo Estêvão o Primeiro-Coroado (no monasticismo, Simão) (1224),[15][7][16] Davi (século XIII),[17] e Estêvão Vladislau (c. 1264),[18][19] da Sérvia.[2][12]
- Venerável Nicandro, hermitão em Pskov (1581)[2][12][19][20]
- Hieromártir Galacteão de Vologda (1612)[2][12][19][21][22]
- Venerável Novo Hieroconfessor Leôncio (Karpovich), Arquimandrita, de Vilnius (1620)[2][14]
- São Teodósio, Abade da Cete de Manyava, na Ucrânia (1629)[2]
- Venerável Doroteia, Monja-Schema de Kashin (1629)[2][12][23]
- Novo Mártir Pedro o Aleúte (1815)[2][24][25]
- Venerável Gabriel do Mosteiro dos Sete Lagos em Kazan, e do Mosteiro de Pskov-Eleazar, Arquimandrita-Schema (1915)[2][12]
- Venerável Silvano, ancião do Mosteiro de São Pantaleão (1938)[7][26][27]
- Novo Hieromártir Basílio Voskresensky, Diácono (1918)[12][19][28]
- Novos Hieromártires André Bistrov[29] e Paulo Berezin, Presbíteros (1937)[12][19]
- Novo Hieromártir Vital (Kokorev) (1937)[12][19][30]
- Mártires Basil Vinogradov,[31] Sérgio Mikhailov e Espiridão Saveliev (1937)[12][19]
- Novo Hieromártir Nicandro Grivsky, Presbítero (1939)[12][19]

## Outras comemorações

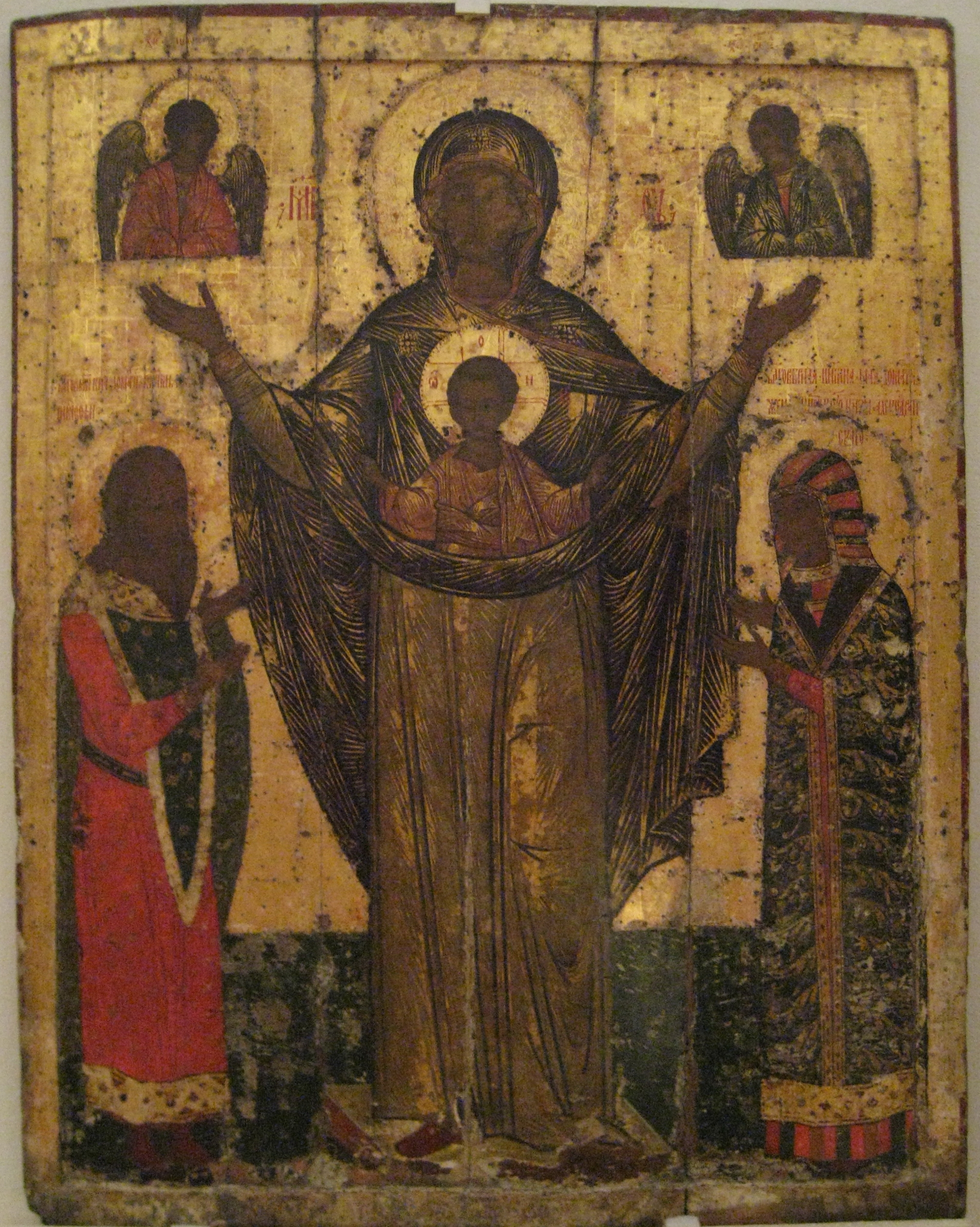
Ícone da Santíssima Mãe de Deus de Mirozh.

- Ícone da Santíssima Mãe de Deus de Mirozh (1198)[2][12][19][32]
- Ícone da Santíssima Mãe de Deus do Monte Filérimo, em Rodes (século X)[33]
- Ícone da Santíssima Mãe de Deus da Murta (Myrtidiotissa) de Citera (século XIV)[2][4][12][34][35][36]
  - Sinaxe da Toda Santa da Murta em Kamari, Santorini.[37]
  - Sinaxe da Toda Santa da Murta em Naxos.[38]
  - Sinaxe da Toda Santa da Murta em Corfu.[39]
  - Sinaxe da Toda Santa da Murta em (Myrtidiotissa ou Myrsinidiou) em Quios.[40]
  - Sinaxe da Toda Santa de Drapano na Cefalônia.[41]
- Sinaxe de Todos os Santos do Alasca - Chegada da primeira missão ortodoxa na América (1794):[2][12][42][25]